# ديفيد أمبير
ديفيد أمبير (بالإنجليزية: David Amber)‏ هو صحفي أمريكي، ولد في أبريل 1971 في تورونتو في كندا.